# Parlamento de Moldavia
El Parlamento de la República de Moldavia (en rumano: Parlamentul Republicii Moldova) es el órgano unicameral que ostenta el poder legislativo del mencionado país. Cuenta con 101 escaños elegidos por votación popular cada 4 años. El parlamento escoge un presidente de entre sus pares.

## Personal
El personal del Parlamento asegura una asistencia de organización, información y tecnología en la actividad del Parlamento, la Mesa Permanente, las comisiones permanentes, los grupos parlamentarios y los diputados. La estructura y los antecedentes del personal del Parlamento son aprobados por el propio Parlamento.

## Procedimiento legislativo
De acuerdo con la Constitución de la República de Moldavia de 1994, el Parlamento es el órgano supremo de representación y la autoridad legislativa única del Estado. El derecho de iniciativa legislativa corresponde a los miembros del Parlamento, al portavoz (excepto las propuestas de revisión de la Constitución) y al Gobierno de turno. En el ejercicio de este derecho, los diputados y el Presidente de la República pueden presentar proyectos y propuestas legislativas, mientras que el Gobierno sólo puede presentar proyectos.

## Grupos parlamentarios
|  | Grupo parlamentario                          | Presidente del partido o coalición | Líder del grupo               | Número de diputados |
|  | -------------------------------------------- | ---------------------------------- | ----------------------------- | ------------------- |
|  | Partido de Acción y Solidaridad              | Igor Grosu (interino)              | Igor Grosu                    | 63                  |
|  | Bloque Electoral de Comunistas y Socialistas | Vladimir Voronin                   | Vladimir Voronin - Igor Dodon | 32                  |
|  | ȘOR                                          | Ilan Șor                           | Ilan Șor                      | 6                   |